# Gösebek
Die Gösebek (auch Göselbek, Göschbek oder Göschbeek – niederdeutsch für „Gänsebach“) ist ein Bach in Ostholstein, der die Pönitzer Seenplatte entwässert und in Scharbeutz in die Ostsee mündet.
Die Gösebek durchfließt, von Norden kommend, den Süseler See, den Taschensee und den Kleinen Pönitzer See – von dort fließt sie in Richtung Osten zur Ostsee. Zwischen Taschensee und Kleinem Pönitzer See ist der Bachlauf seit 1949 verrohrt und verläuft unterhalb eines künstlich angelegten Einschnitts, des so genannten „Dänischen Grabens“. Der Kanal war ursprünglich 2 m tief und wurde angelegt, um der Gronenberger Mühle und zwei weiteren Mühlen mehr Wasser zuzuführen.
Ursprünglich floss die Gösebek in das Haffkruger Haff, bis dieses durch Pumpen trockengelegt wurde. Heute bildet sie im Unterlauf einen Entwässerungsgraben für die unter dem Meeresspiegel liegenden Haffwiesen, der in einem Pumpwerk zwischen den Ortsteilen Scharbeutz und Haffkrug endet.

## Weblinks

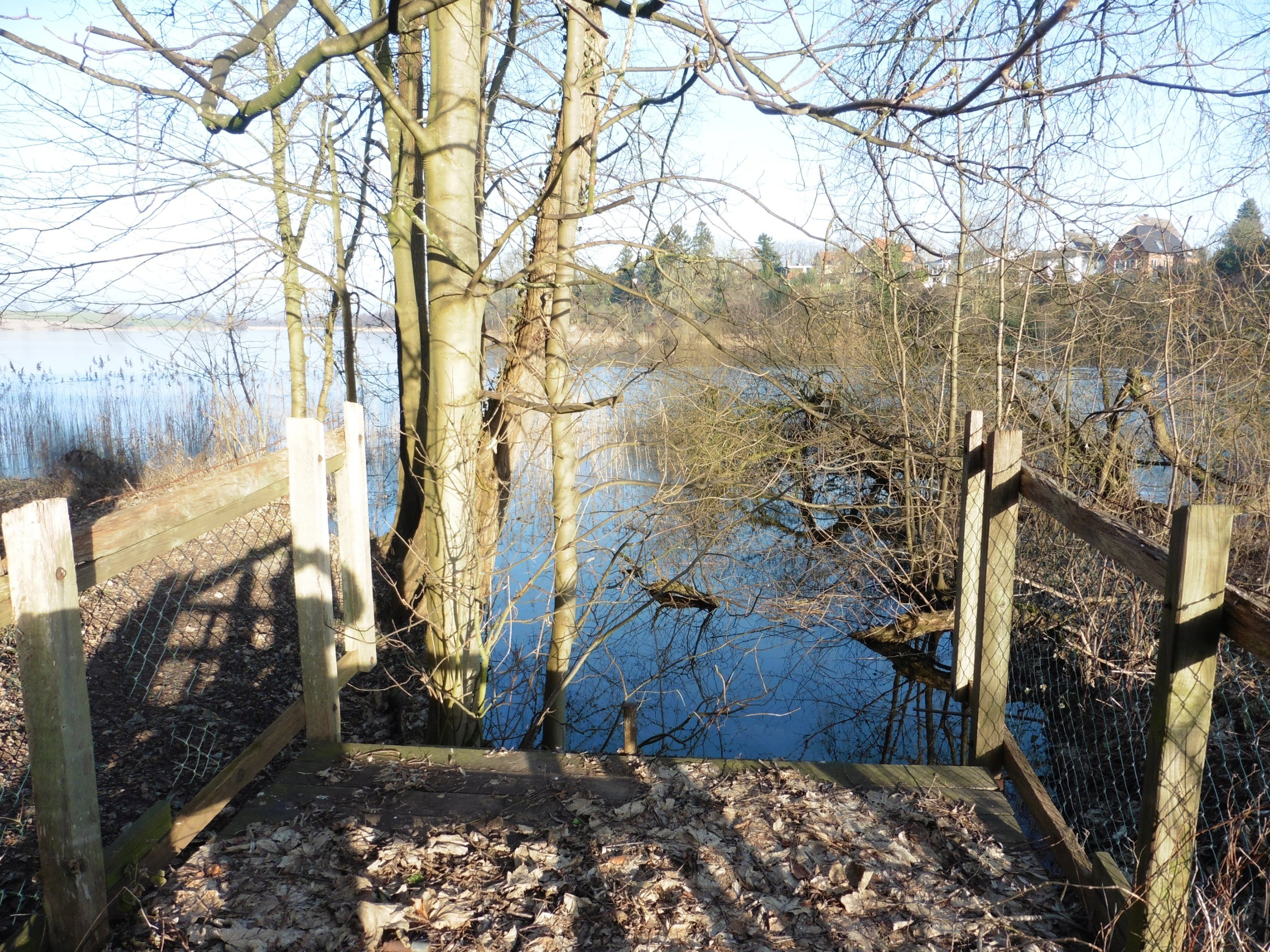
Abfluss der Gösebek aus dem Taschensee
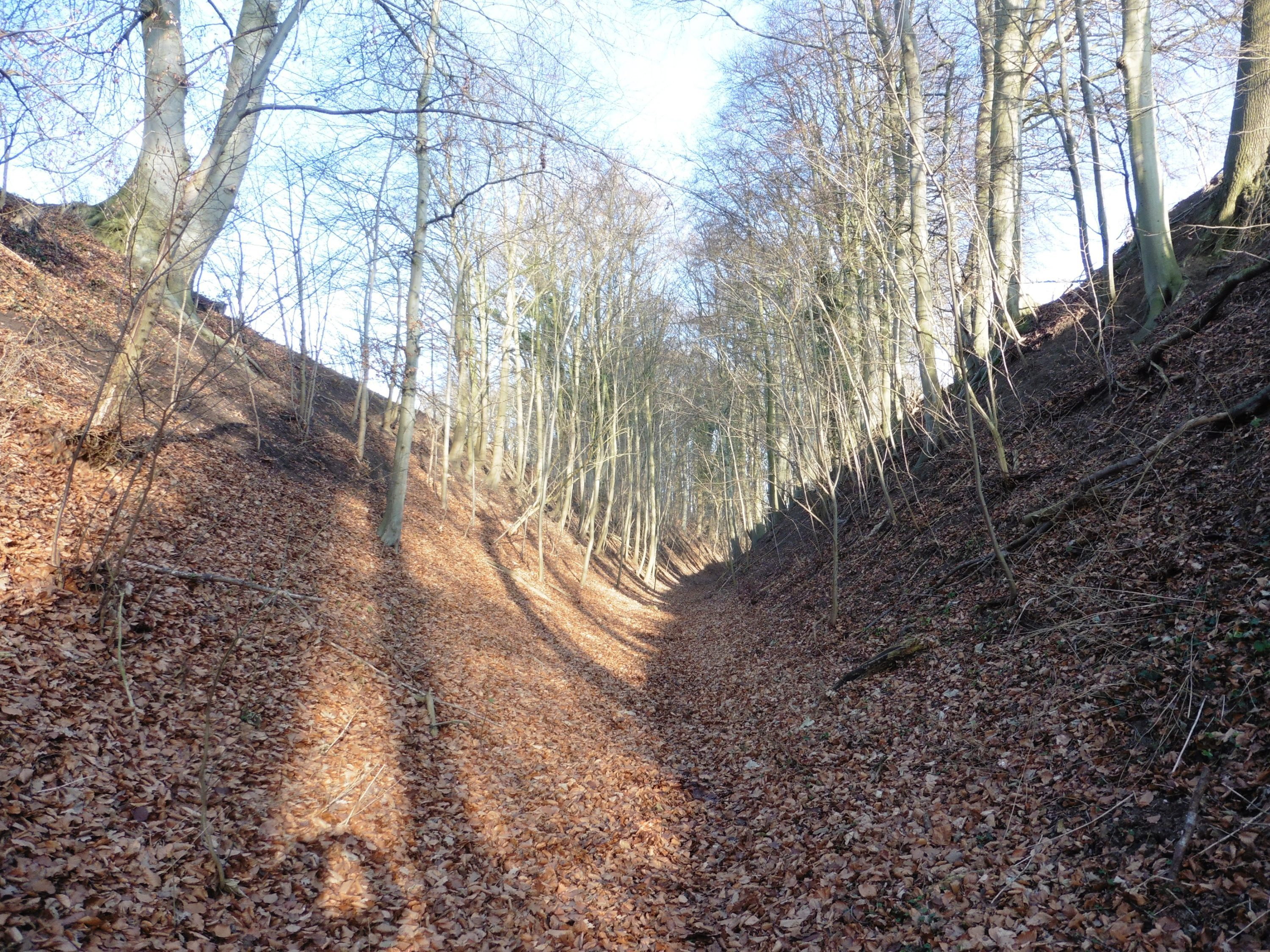
„Dänischer Graben“ mit der verrohrten Gösebek
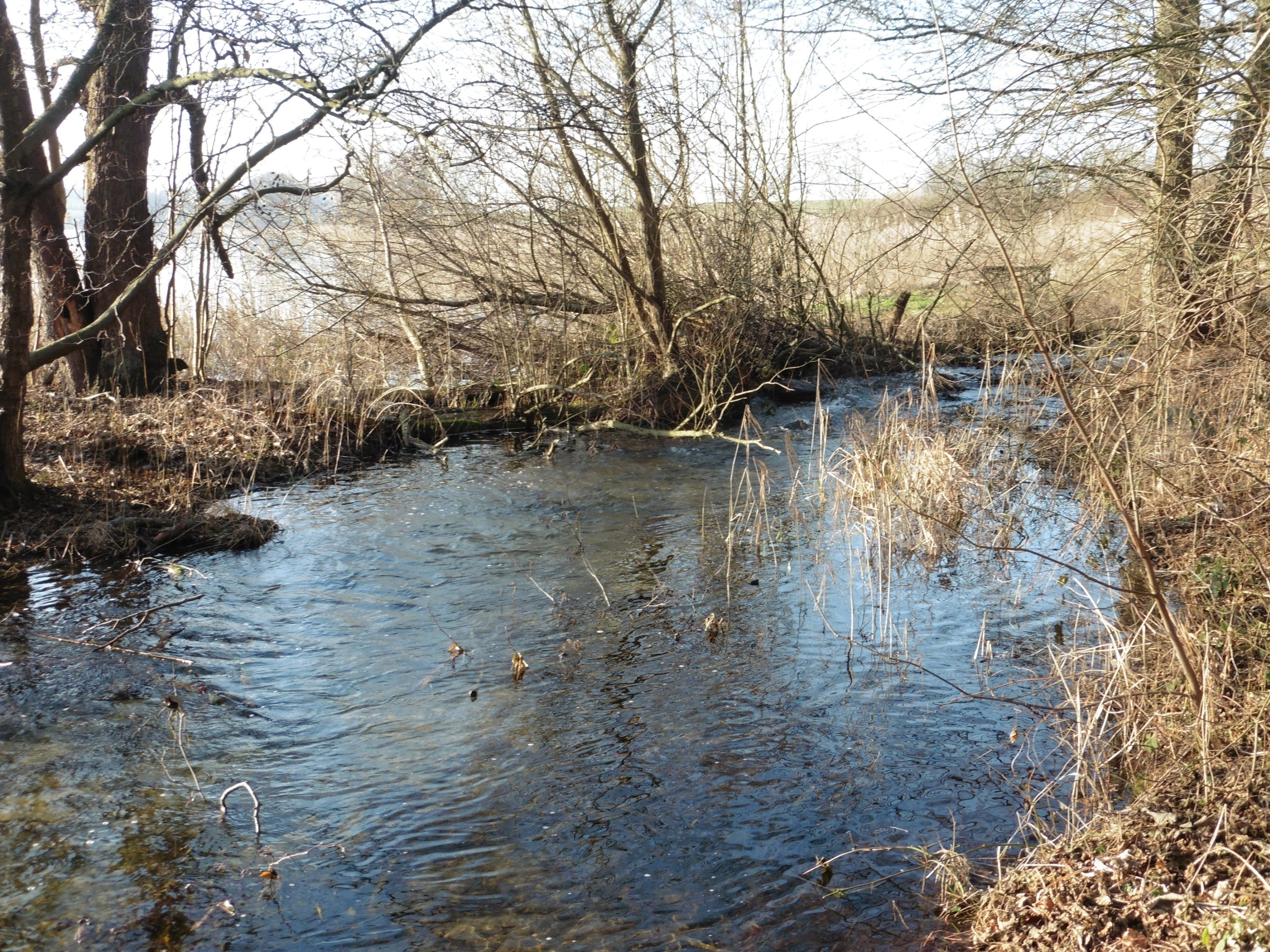
Einmündung der Gösebek in den Kleinen Pönitzer See
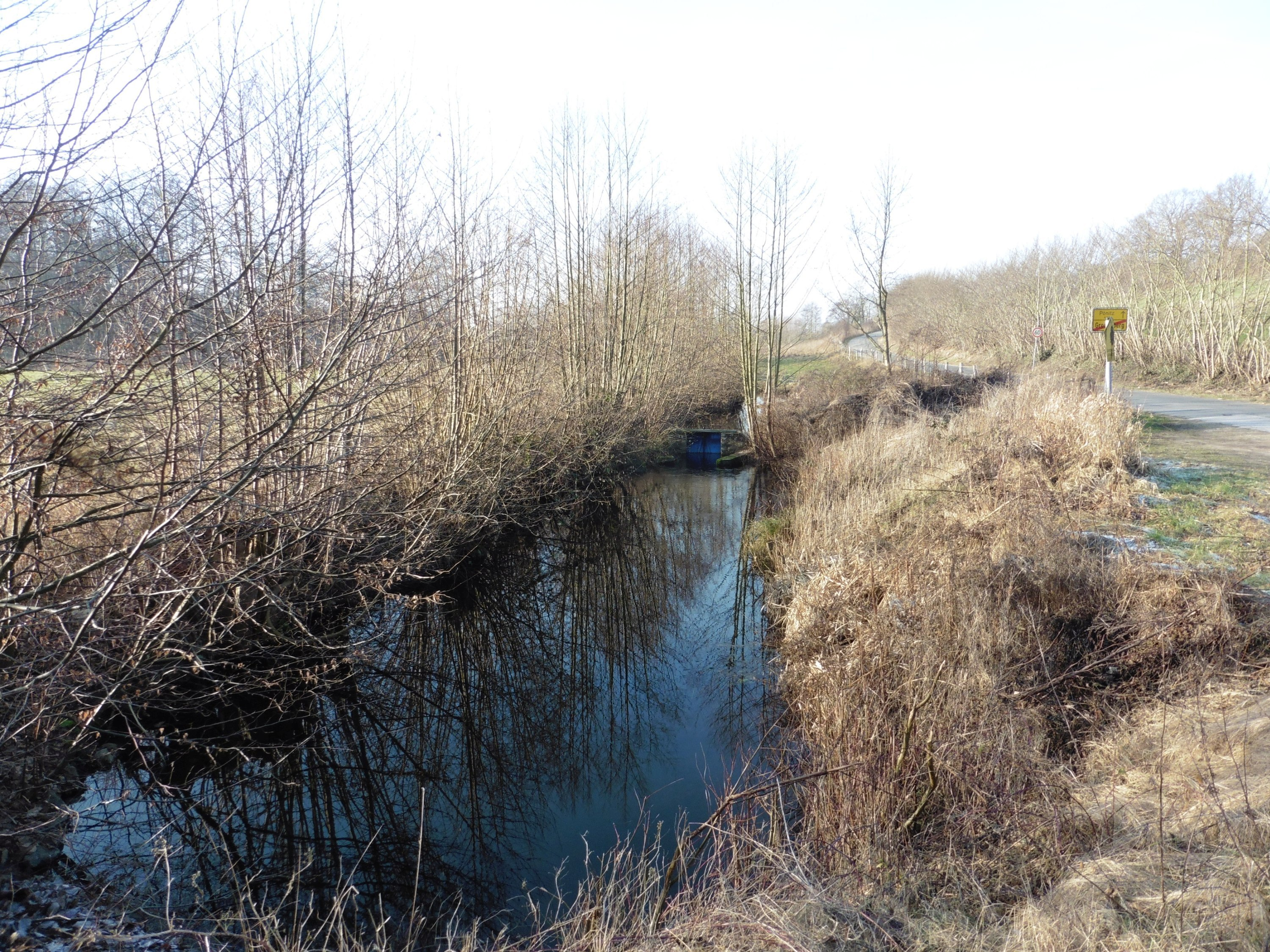
Gösebek hinter dem kleinen Pönitzer See